# Callipallene bullata
Callipallene bullata is een zeespin uit de familie Callipallenidae. De soort behoort tot het geslacht Callipallene. Callipallene bullata werd in 1991 voor het eerst wetenschappelijk beschreven door Nakamura & Child. 